# Roveredo
Roveredo é uma comuna da Suíça, no Cantão Grisões, com cerca de 2.195 habitantes. Estende-se por uma área de 38,78 km², de densidade populacional de 57 hab/km². Confina com as seguintes comunas: Arbedo-Castione (TI), Buseno, Castaneda, Consiglio di Rumo (IT-CO), Dosso del Liro (IT-CO), Germasino (IT-CO), Grono, Lumino (TI), Sant'Antonio (TI), San Vittore.
A língua oficial nesta comuna é o Italiano.